# Тёрнер, Брэд
Брэд Тёрнер (англ. Brad Turner; род. 22 июня) — канадский кинорежиссёр, телережиссёр и фотограф.

## Жизнь и карьера
Тёрнер родился в Бейфилде, Онтарио, Канаде, 22 июня. Он с отличием окончил программу телевизионных искусств в средней школе Х. Б. Бил в Лондоне, Онтарио.
В целом он снял тринадцать фильмов и больше двухсот эпизодов телевидения. Он шесть раз был номинирован на премию «Джемини» за режиссуру, и в 2004 году выиграл премию за свою работу над мини-сериалом CBC «Живой груз». Он также выиграл две премии Гильдии режиссёров Канады за то же производство. В 2005 году, «Живой груз» также получил премию «Пибоди». Тёрнер также выиграл кинопремию «Манитоба» за лучшую режиссуру телефильма и был номинирован на премию «Cable Ace» как лучший режиссёр.
У Брэда также любовь к изобразительному искусству и он владеет Галереей Тёрнер, которая продаёт и продвигает жизни канадских художников. Галерея находится в его родном городе Бейфилде, Онтарио.
В пятом сезоне сериала «24 часа», он стал одним из основных режиссёров шоу, сняв половину сезона с Джоном Кассаром. Он начинал как продюсер этого сезона и супервейзовый продюсер в шестом сезоне, и соисполнительный продюсер в седьмом сезоне. В восьмом и финальном сезоне он был повышен до исполнительного продюсера, также сняв финал сериала. Он выиграл премию «Эмми» в 2006 году, как часть производственной команды шоу.
Некоторые их его режиссёрских работ на телевидении включают «Воздушный волк», «Джамп стрит, 21», «Её звали Никита», «Мутанты Икс», «За гранью возможного», «Шпионка», «Звёздные врата: Атлантида», «Звёздные врата: SG-1», «Тайны Смолвиля», «Родина» и многие другие.
Тёрнер также является фотографом. Многие из его фотографий можно увидеть на его официальном веб-сайте.

## Избранная фильмография

### Телесериал
- Хроники Шаннары / The Shannara Chronicles (8 эпизодов, 2016—2017)
- Звёздные врата: Атлантида / Stargate Atlantis (6 эпизодов, 2004—2006)
- Звёздные врата: SG-1 / Stargate SG-1 (8 эпизодов, 1997—2005)
- Шпионка / Alias (1 эпизод, 2005)
- Тайны Смолвиля / Smallville (1 эпизод, 2005)
- Лас-Вегас / Las Vegas (2 эпизода, 2005)
- 24 часа / 24 (38 эпизодов, 2004—2010)
- Звёздный крейсер «Галактика» / Battlestar Galactica (Эпизод 1.8 «Flesh and Bone», 2004)
- За гранью возможного / The Outer Limits (17 эпизодов, 1995—2002)
- Её звали Никита / La Femme Nikita (9 эпизодов, 1998—2001)
- Андромеда / Andromeda (6 эпизодов, 2001—2005)
- Иеремия / Jeremiah (2 эпизода, 2002)
- Блэйд / Blade: The Series (1 эпизод, 2006)
- Кости / Bones (2 эпизода, 2009)
- Гавайи 5.0 / Hawaii Five-0 (8 эпизодов, 2010—2011)
- Тайный круг / The Secret Circle (1 эпизод, 2011)
- Родина / Homeland (1 эпизод, 2011)
- Никита / Nikita (2 эпизода, 2012)
- Алькатрас / Alcatraz (1 эпизод, 2012)
- Ясновидец / Psych (3 эпизода, 2013—2014)

### Фильмы/Мини-сериал
- Наверно, Санта / Must Be Santa (1999)
- Живой груз / Human Cargo (2004)
- Особь 3 / Species III (2004)
- Побег: Финальный побег / Prison Break: The Final Break (2009)